# Kōō
Kōō (japanska: 康応?, Kō-ō), 1389–1390 är en kort period i den japanska tideräkningen, vid det delade Japans norra tron. Kōō infaller under södra tronens Genchū. Kejsare vid den norra tronen var Go-Komatsu och shogun var Ashikaga Yoshimitsu.